# Enguerrand Quarton

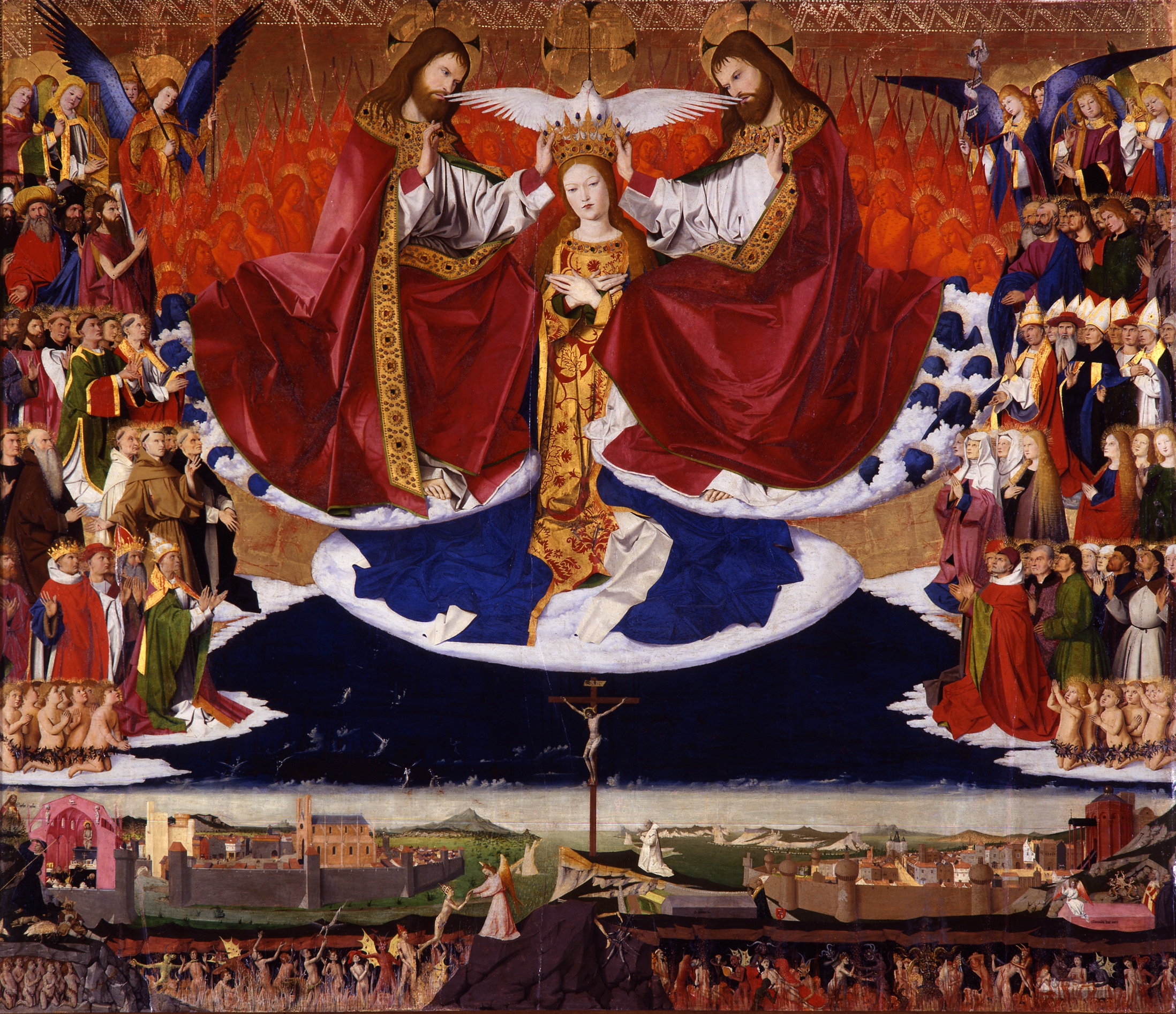
Coronación de la Virgen.

Enguerrand Quarton (Laon, hacia 1415 (otros dan como años de nacimiento entre 1418 y 1419) - Aviñón, 1466) es un pintor francés del estilo franco-flamenco, última fase del gótico o, también llamado por algunos autores, prerrenacimiento. Trabajó en Provenza (Aix-en-Provence, Arlés, luego en Aviñón) donde ejecutó tablas, retablos y miniaturas. 
En su trabajo, los rostros, individualizados, y los paisajes evocan la influencia del arte flamenco. Pertenece a la escuela provenzal en la que a la estilización geométrica se une el uso de una luz tersa y cenital que sitúa las figuras imponentes en posiciones estatuarias.

## Biografía
Enguerrand Quarton nació en la diócesis de Laón, en la década de los años 1410. Probablemente se formó en el taller de su ciudad natal entre 1425 y 1430. En su formación debieron haber influido sobre todo las obras de Rogier van der Weyden, Robert Campin y los hermanos Hubert y Jan van Eyck. Entre el 1435 y el 1440 se cree que viajó a los Países Bajos.
En 1440, o quizá en 1444, iluminó los folios 106, 202, 202 vuelto y 209 vuelto del Livre d'heures Morgan. En febrero de 1444 se sabe que se encontraba en Aix, junto a Barthélemy d'Eyck, como testimonia un acta notarial.
Entre 1444 y 1445 realizó el Retablo Requin, hoy en el Musée du Petit Palais de Aviñón. 
De los mismos años es el Retablo Cadard del Musée Condé en Chantilly, la obra destinada a una iglesia de Arlés.
En febrero de 1446 está en Arlés; mientras que en la primavera de 1447 se encuentra en Aviñón, donde vivió hasta su muerte. De alrededor de 1450 es el Díptico Altenburg. De la misma época es el Livre d'Heures Huntington.
En 1454 realizó la que es considerada su obra maestra, la Coronación de la Virgen del Musée Pierre de Luxembourg en Villeneuve-les-Avignon. Se trató de un encargo de Jean de Montagnac para el altar de la Trinidad de la Certosa de Villeneuve-les-Avignon.
De alrededor de 1455, es la Pietà de Villeneuve-les-Avignon, hoy en el Louvre.
El último documento que lo menciona es del 14 de junio de 1466, año de la peste, por lo que es posible que el pintor muriera de ella.

## Obras principales

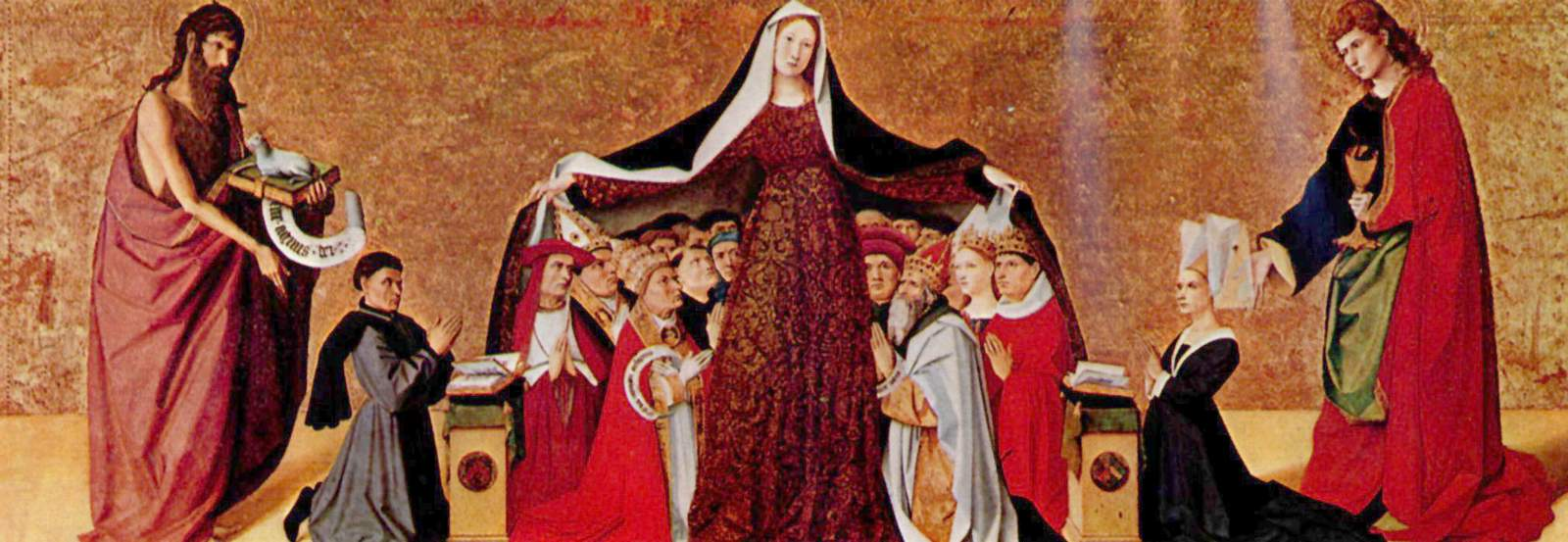
Retablo Cadard.

- El Retablo Requin, Musée du Petit Palais de Aviñón (1444-45). La Virgen con el Niño está en un trono entre dos donantes, que debieron pertenecer a la burguesía de Aix, presentados por sus santos patrones Santiago y san Maximino (patrón de Aix y su diócesis), o bien san Agrícola, el fondo de la tabla está en arabesco.
- El Retablo Cadard, Musée Condé en Chantilly, la obra destinada a una iglesia de Arlés que representa a Jean Cadard y su mujer Jeanne de Moulins presentados a la Virgen de la Misericordia por sus santos patronos respectivamente san Juan Bautista y Juan Evangelista. Se han perdido la predela y el coronamiento, por la documentación se sabe que colaboró en su realización el pintor Pierre Vilatte. Charles Sterling en 1983 propuso atribuir la realización de la predela perdida, mientras que más recientemente Dominique Thiébaut propone la atribución a Villate de algunas figuras bajo el manto de la Virgen.
- Díptico Altenburg (alrededor de 1450) con la tabla izquierda: la Virgen con Niño y ángeles y en la tabla derecha san Juan Bautista, ambas conservadas en Altenburg en el Museo Staatliches Lindenau; en la luneta, conservada en los Museos Vaticanos: los profetas Jeremías e Isaías.
- Le Couronnement de la Vierge (La Coronación de la Virgen), 1453-54 (cripta de la Trinidad, Villeneuve-lès-Avignon). La obra fue encargada por Jean de Montagnac para el altar de la Trinidad de la Certosa de Villeneuve-les-Avignon, representa en tres diversos niveles de desiguales dimensiones, en lo más bajo: el infierno a la derecha y el purgatorio a la izquierda, con la escena de la salida de Jean de Montagny, la tierra que está dividida en dos por la Cruz a la izquierda sobre el purgatorio la ciudad de Roma, en la iglesia al extremo izquierdo con la Misa milagrosa de san Gregorio, se pueden reconocer cuadros en miniatura y los dos retablos, Cadard y Requin, sobre la derecha la ciudad de Jerusalén con dos personajes en oración a modo de donantes al extremo derechos, se pueden reconocer: Guillaume de Montjoie y el hermano de Jean, Antoine de Montagnac; y en fin el paraíso, con la Coronación de la Virgen de parte de la Trinidad rodeados del Coro Celeste que ocupa más de tres cuartos de la tabla, construido en franjas horizontales sobrepuestas sobre el eje central que de la paloma pasa por la Virgen y llega a la Crucifixión en lo bajo, la tabla está dominada por el grupo central en el que la Trinidad corona a la Virgen, la luz altísima y cenital baña la tabla e impregna los colores.
- Pietà (alrededor de 1455) de Villeneuve-les-Avignon, hoy en el Louvre de París, donde una atmósfera límpida e inmóvil se despliega al centro en posición piramidal las tres figuras de la Virgen con a derecha la Magdalena y a la izquierda san Juan, estirados sobre las rodillas de la Virgen está el cuerpo de Cristo, a la extrema izquierda el donante en oración.

Como miniaturista, se le atribuyen:
- Folios 106, 202, 202 vuelto y 209 vuelto del Livre d'heures Morgan (Livre d'heures à l'usage de Rome) conservado en Nueva York en la Biblioteca Pierpont Morgan, en colaboración con Barthélemy d'Eyck, (1440 o 1444).
- Livre d'Heures Huntington (hacia 1450), en la Galería Huntington en San Marino en California encargada por una dama, representada como donante en el folio 138.
- Misal de Jean Des Martins (París, Biblioteca Nacional de Francia, N.A.L 2661, 428 folios en pergamino), 28 historiados iniciales, 2 pinturas a plena página y 3 pinturas más pequeñas.
- El Livre d'heures à l'usage de Rome conservado en Namur, Bibliothèque du Séminaire, ms. 83, de 134 folios, obra en colaboración encargada por una dama de la familia de Bournan
- Folios 241 y 242 del Livre d'heures du Maréchal de Boucicaut, París Museo Jacquemart-André, ms 2.